# Castell de Campvim
El Castell de Campvim és un castell del municipi de les Avellanes i Santa Linya (Noguera) inclòs a l'Inventari del Patrimoni Arquitectònic de Catalunya.
Les restes del castell són situades al vèrtex geodèsic que marca el punt de confluència dels termes municipals de Castelló de Farfanya, Os de Balaguer, les Avellanes i Santa Linya i de l'antic terme de Gerb. L'indret que ocupava el castell ha rebut el nom de Torreta o Torreta dels Quatre Batlles, per la situació topogràfica i geogràfica que ocupa.
S'hi pot anar prenent la pista que surt del km 5,6 de la carretera LV-9046 (de Gerb a Vilanova de la Sal). La pista és molt deficient: dreta en alguns indrets i molt enfangada en temps plujós. Cal utilitzar vehicle tot terreny.

## Història
Cal identificar el jaciment conegut com a Torreta amb el castell de Campvim, segons un document del 1094 en què el bisbe d'Urgell Guillem Arnau donà a Guillem Bernat i a Gombau Bernat el castell anomenat de «Campovim», amb tots els seus termes i pertinences. El comte Ermengol IV d'Urgell, quan construïa el castell de Gerb, va marcar els termes del castell de Campvin i el va donar al bisbe. El castell es trobava al comtat d'Urgell, dins el terme de la ciutat de Balaguer. Afrontava a l'est amb els termes dels castells de Gerb i Llorenç, al sud amb el terme de la ciutat de Balaguer, a l'oest amb els castells de Castelló i Os i al nord amb els castells de Tosquella i Santa Linya. El mateix bisbe Guillem Arnau d'Urgell havia deixat en el seu testament del 1093 el castell de Campvim a Santa Maria de la Seu, donació confirmada el 1096.
No hi ha més dades documentals referents al castell de Campvim, tot i que a la segona meitat del segle xii el topònim es continuava utilitzant però ja sempre referit a un terme o alous, feus i terra situats dins d'aquest terme. És el moment en què apareix com a principal propietari de la zona el monestir de Poblet.

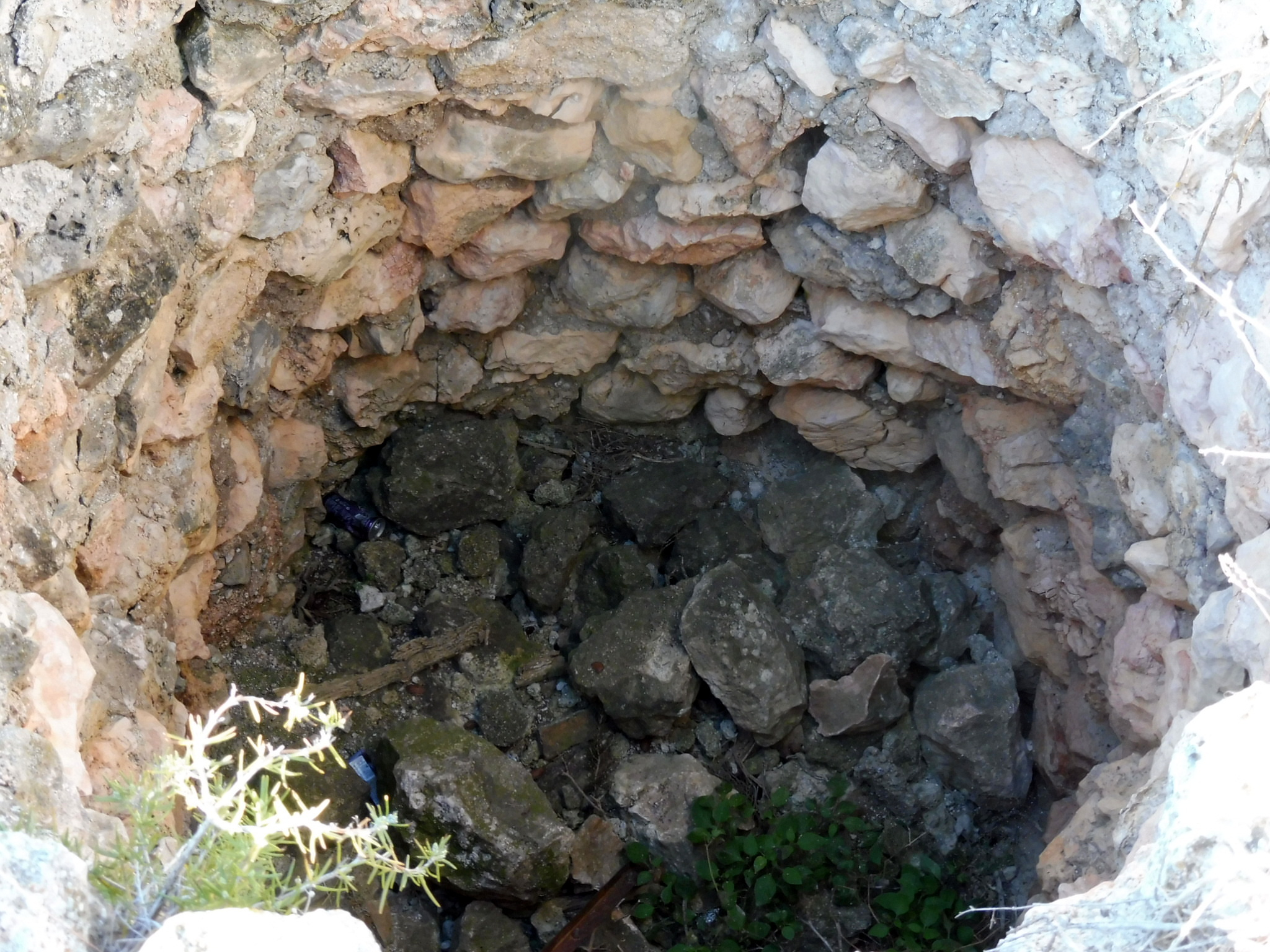
Interior de la torre

Cal considerar aquest jaciment com un assentament d'època andalusina i es cataloga com a «al-burdj» en la classificació del tipus de poblament musulmà del districte de Lleida. Devia tractar-se d'una torre circular amb clos murat amb funció tant d'assentament agrari com de punt de guàrdia. Aquest és l'únic punt des del qual es comuniquen visualment els castells de Balaguer i Os. També des d'aquí es controla perfectament l'accés al pla del Segre per Gerb.

## Arquitectura
Les restes d'aquest conjunt es limiten al pis soterrani de l'antiga torre, que ha estat completament destruïda i erosionada i convertida en un autèntic munt de carreus i reble. La torre és de planta circular, amb una fondària conservada de 2,50 m i un diàmetre exterior de 4,20 m. El murs, en aquest pis inferior, tenien una amplada d'1,30 m. És una construcció feta amb carreus irregulars lligats amb argamassa de tàpia. Partint dels materials trobats i sense una intervenció arqueològica que aporti dades cronològiques, només se'n pot assegurar l'existència fins a finals del segle xi.